# Arguedas
Arguedas là một đô thị trong tỉnh và cộng đồng tự trị Navarre, Tây Ban Nha. Đô thị này có diện tích là 66,42 ki-lô-mét vuông, dân số năm 2007 là 2353 người.
Đô thị nằm ở độ cao 264 m trên mực nước biển.

## Biến động dân số
| Biến động dân số                                       | Biến động dân số | Biến động dân số | Biến động dân số | Biến động dân số | Biến động dân số | Biến động dân số | Biến động dân số | Biến động dân số | Biến động dân số | Biến động dân số |
| 1996                                                   | 1998             | 1999             | 2000             | 2001             | 2002             | 2003             | 2004             | 2005             | 2006             | 2007             |
| ------------------------------------------------------ | ---------------- | ---------------- | ---------------- | ---------------- | ---------------- | ---------------- | ---------------- | ---------------- | ---------------- | ---------------- |
| 2 221                                                  | 2 257            | 2 264            | 2 265            | 2 279            | 2 317            | 2 345            | 2 362            | 2 355            | 2 362            | 2 353            |
| Nguồn: Arguedas et instituto de estadística de navarra |                  |                  |                  |                  |                  |                  |                  |                  |                  |                  |